# Aredale
Aredale é uma cidade localizada no estado americano de Iowa, no Condado de Butler.

## Demografia
Segundo o censo americano de 2000, a sua população era de 89 habitantes. 
Em 2006, foi estimada uma população de 85, um decréscimo de 4 (-4.5%).
Em 2011, elegeu para prefeito um jovem  de 18 anos, Jeremy Minnier, com 24 votos.

## Geografia
De acordo com o United States Census Bureau tem uma área de 
2,6 km², dos quais 2,6 km² cobertos por terra e 0,0 km² cobertos por água.

## Localidades na vizinhança
O diagrama seguinte representa as localidades num raio de 20 km ao redor de Aredale. 